# 75 Pegasi
75 Pegasi, eller KS Pegasi, är en förmörkelsevariabel av Beta Lyrae-typ (EB/KE) i stjärnbilden Pegasus.
75 Pegasi har bolometrisk magnitud +5,37 och varierar med 0,12 magnituder och en period av 0,50210292 dygn eller 12,050470 timmar. Den befinner sig på ett avstånd av ungefär 230 ljusår.